# Daniïl Kharms
Daniïl Ivànovitx Kharms (rus: Дании́л Ива́нович Хармс; nom de naixement Iuvatxov (Ювачёв); 30 de desembre de 1905, Sant Petersburg – 2 de febrer de 1942, Leningrad) fou un escriptor satíric rus de l'època soviètica que s'inclou dins el corrent del surrealisme i l'absurd. És un dels fundadors de l'OBERIU (1920).
Kharms sobrevivia escrivint llibres per a infants a Leningrad, tot i que destaca per la seva obra poètica i les històries curtes. Aquestes històries narren escenes de la pobresa i l'opressió mitjançant símbols fantàstics i satírics, i això produeix la construcció d'un món imprevisible i desordenat; els personatges repeteixen les mateixes accions moltes vegades o es comporten d'una manera irracional, les històries lineals s'interrompen de sobte per les circumstàncies més diverses, absurdes i inexplicables...
Kharms no va ser gaire valorat durant la seva vida, ja que va ser declarat enemic del Soviet i va ser enviat a la presó de Kursk l'any 1931. El 1937 les autoritats van confiscar els seus llibres per a infants, i el privaren de la seva principal font de subsistència. Kharms va continuar escrivint històries breus molt grotesques que no van poder ser publicades fins a la fi del règim socialista.
L'agost de 1941, poc abans del setge de Leningrad, Kharms va ser arrestat de nou, acusat de distribuir propaganda contra el règim. Va ser enviat a una presó militar on va morir el 1942 a causa de la fam provocada per la Segona Guerra Mundial.

## Traduccions
- Petita antologia de Daniïl Kharms, Edicions de 1984, Barcelona, 2007. Edició i traducció de Miquel Cabal Guarro. ISBN 9788496061903
- Un conte, Milrazones, 2014. Traduït per Júlia Bas.[1]
- Incidents, Extinció Edicions, 2019. Traducció de Miquel Cabal Guarro. ISBN 9788494953316